# Condensatietest
De condensatietest van Cauchy (1789-1857) is een convergentietest voor een reeks met niet-negatieve termen die vanaf een zekere index N niet meer stijgend zijn. Het feit of een reeks convergent of divergent is, verandert niet wanneer er een eindig aantal termen wordt weggelaten of bijgevoegd. Immers, door een eindig aantal getallen toe te voegen of weg te laten zal een som die eindig is nooit oneindig worden, of een som die oneindig is nooit eindig worden. Dit geldt in het bijzonder voor een eindig aantal termen vooraan in de reeks. Daarom wordt er in het vervolg van dit artikel van uitgegaan dat de termen van de reeks vanaf de eerste term niet stijgen. 

## Formulering
Een reeks met niet-negatieve, niet-stijgende termen 
{\displaystyle \displaystyle \sum \limits _{n=1}^{\infty }u(n)}
en haar zogenaamde gecondenseerde reeks
{\displaystyle \displaystyle \sum \limits _{n=0}^{\infty }2^{n}u(2^{n})} = {\displaystyle u_{1}+2u_{2}+4u_{4}+8u_{8}+...}
zijn samen convergent of samen divergent.
Let wel, wanneer ze beiden convergeren hebben ze in het algemeen niet dezelfde totale reekssom. Merk ook op dat, indien de oorspronkelijke reeks vanaf een indexwaarde 1 genummerd wordt, haar gecondenseerde reeks vanaf indexwaarde 0 start. Op die manier hebben beide reeksen dezelfde eerste term {\displaystyle u_{1}}.

## Bewijs
De juistheid van de test volgt uit de bewering:
{\displaystyle {\frac {1}{2}}\displaystyle \sum \limits _{n=0}^{\infty }2^{n}u(2^{n})\leq \displaystyle \sum \limits _{n=1}^{\infty }u(n)\leq \displaystyle \sum \limits _{n=0}^{\infty }2^{n}u(2^{n})}
Om de rechtse ongelijkheid aan te tonen wordt vertrokken van de originele reeks, en worden daarin termen ofwel gelijk gelaten, ofwel vervangen door voorafgaande termen. Hierdoor wordt de som zeker niet kleiner want de termen van de reeks zijn niet-stijgend, en voorafgaande termen zijn dus gelijk of groter dan de term zelf. Concreet wordt de reeks in de hierna volgende uitdrukking opgedeeld in deelsommen, aangeduid door haakjes. Binnen elke deelsom worden de termen dan vervangen door de grootste, dus de eerste term van die deelsom.
{\displaystyle \displaystyle \sum \limits _{n=1}^{\infty }u(n)=u_{1}+(u_{2}+u_{3})+(u_{4}+u_{5}+u_{6}+u_{7})+..}
{\displaystyle \leq u_{1}+(u_{2}+u_{2})+(u_{4}+u_{4}+u_{4}+u_{4})+...=u_{1}+2u_{2}+4u_{4}+...=\displaystyle \sum \limits _{n=0}^{\infty }2^{n}u(2^{n})}
Om de linkse ongelijkheid aan te tonen wordt weer vertrokken van de reeks, en worden daarin termen ofwel gelijk gelaten, ofwel vervangen door verderop gelegen termen. Hierdoor wordt de som zeker niet groter want de termen van de reeks zijn niet-stijgend, en een term is dus gelijk of groter dan termen die verderop gelegen zijn. Concreet wordt de reeks in de hierna volgende uitdrukking opgedeeld in deelsommen, aangeduid door haakjes. Binnen elke deelsom worden de termen dan vervangen door de kleinste, dus de laatste term van die deelsom. Tevens wordt de eerste term gedeeld door twee wat de som eveneens zeker niet groter maakt.
{\displaystyle \displaystyle \sum \limits _{n=1}^{\infty }u(n)=u_{1}+(u_{2})+(u_{3}+u_{4})+(u_{5}+u_{6}+u_{7}+u_{8})+..}
{\displaystyle \geq {\frac {1}{2}}u_{1}+(u_{2})+(u_{4}+u_{4})+(u_{8}+u_{8}+u_{8}+u_{8})+...={\frac {1}{2}}u_{1}+u_{2}+2u_{4}+...={\frac {1}{2}}\displaystyle \sum \limits _{n=0}^{\infty }2^{n}u(2^{n})}
Dit betekent:
- Uit de rechtse ongelijkheid volgt: als de gecondenseerde reeks convergeert is haar totaalsom eindig, en dus is de totaalsom van de oorspronkelijke reeks ook eindig want deze is kleiner of gelijk aan de som van de gecondenseerde reeks. De oorspronkelijke reeks is dus ook convergent.
- Uit de linkse ongelijkheid volgt: als de oorspronkelijke reeks convergeert is haar totaalsom eindig, en dus is de helft van de totaalsom van de gecondenseerde reeks ook eindig want deze is kleiner of gelijk aan de som van de oorspronkelijke reeks. De gecondenseerde reeks heeft dus ook een eindige som en is dus ook convergent.

Convergentie van een van de twee reeksen, de oorspronkelijke of de gecondenseerde, impliceert dus convergentie van de andere. Dit betekent ook dat, indien een van de twee reeksen divergent is, de andere dat ook is.
Dit bewijs verloopt analoog aan het bewijs dat Nicola Oresme in de veertiende eeuw opstelde om de divergentie van de harmonische reeks te bewijzen.

## Alternatief bewijs op basis van deintegraaltest
Beschouw een reeks met niet-negatieve, niet-stijgende termen 
{\displaystyle \sum _{n=1}^{\infty }u(n)}
die convergeert. Volgens de integraaltest is de oneigenlijke integraal
{\displaystyle \int _{1}^{\infty }u(x)\,\mathrm {d} x}
dan ook convergent. Als in deze integraal de substitutie {\displaystyle x\ =\ 2^{y}} wordt doorgevoerd krijgt men de oneigenlijke integraal
{\displaystyle ln(2)\int _{0}^{\infty }2^{y}u(2^{y})\,\mathrm {d} y}
die dan eveneens convergeert. Dit is op een constante {\displaystyle ln(2)} na de oneigenlijke integraal horend bij de reeks
{\displaystyle \sum _{n=0}^{\infty }2^{n}u(2^{n})}
die dus volgens de integraaltest eveneens convergeert, en tevens de gecondenseerde reeks is van de oorspronkelijke reeks. De redenering kan volledig worden omgekeerd.

## Voorbeelden
- De harmonische reeks

{\displaystyle \displaystyle \sum \limits _{n=1}^{\infty }{\frac {1}{n}}}
heeft als gecondenseerde reeks
{\displaystyle \displaystyle \sum \limits _{n=0}^{\infty }{\frac {2^{n}}{2^{n}}}} = {\displaystyle \displaystyle \sum \limits _{n=0}^{\infty }1} = +{\displaystyle \infty }
De gecondenseerde reeks is gezien haar oneindige som divergent, en de harmonische reeks bijgevolg ook.
- De reeks

{\displaystyle \displaystyle \sum \limits _{n=1}^{\infty }{\frac {1}{n^{2}}}}
heeft als gecondenseerde reeks
{\displaystyle \displaystyle \sum \limits _{n=0}^{\infty }{\frac {2^{n}}{{(2^{n})}^{2}}}} = {\displaystyle \displaystyle \sum \limits _{n=0}^{\infty }\left({\frac {1}{2}}\right)^{n}}
Deze gecondenseerde reeks is een meetkundige reeks met ratio strikt kleiner dan 1 en is dus convergent. Dat maakt de oorspronkelijke reeks ook convergent.
- De reeks

{\displaystyle \displaystyle \sum \limits _{n=2}^{\infty }{\frac {1}{n.ln(n)}}}
heeft niet-negatieve dalende termen en heeft als gecondenseerde reeks
{\displaystyle \displaystyle \sum \limits _{n=1}^{\infty }{\frac {2^{n}}{2^{n}.n.ln(2)}}} = {\displaystyle {\frac {1}{ln(2)}}\displaystyle \sum \limits _{n=1}^{\infty }{\frac {1}{n}}}
Dit is een van nul verschillend veelvoud van de harmonische reeks, die divergent is. De gecondenseerde reeks is dus divergent, en de reeks waaruit ze ontstaan is bijgevolg ook.